# Gulmunnad honungsfågel
Gulmunnad honungsfågel (Meliphaga flavirictus) är en fågel i familjen honungsfåglar inom ordningen tättingar.

## Utbredning och systematik
Gulmunnad honungsfågel delas upp i två underarter med följande utbredning:
- M. f. flavirictus – sydöstra Nya Guinea (västerut till nedre Fly River)
- M. f. crockettorum – övriga Nya Guinea

## Status
IUCN kategoriserar arten som livskraftig.